# هیکی نویسیاینن
هیکی نویسیاینن (انگلیسی: Heikki Nousiainen؛ زادهٔ ۱۹ ژوئن ۱۹۴۵) هنرپیشه، و کارگردان فیلم اهل فنلاند است.
از فیلم‌هایی که وی در آن نقش داشته‌است، می‌توان به نامه به یعقوب پدر، آخرین معامله و سیبلیوس اشاره کرد.